# Dolmen de Meixoeiro
El Dolmen de Meixoeiro (también llamado Dolmen de Cela; Dolmen de San Cosme; Dolmen das Minas; Dolmen de San Colmado o mamoa de Meixoeiro) es un yacimiento megalítico en Porriño al sureste de Vigo, en el ayuntamiento de Mos en la provincia de Pontevedra, cerca de la frontera entre Portugal y Galicia, en España.
Él fue originalmente parte de una necrópolis de doce dólmenes u. a. representa con "As Pereiras", "Cela" y "San Cosme" una continuación de la gran necrópolis de Alto de Rebullón (Anexos I y II) y As Xunqueiras (Xunqueiras II).
El dolmen está situado en la playa de estacionamiento del complejo deportivo del círculo. Fue trasladado en la construcción de la instalación deportiva. El dolmen contiene trazas de arte en la roca, pero que ya no son reconocibles.